# Joan Laporta
Joan Laporta i Estruch, né le 29 juin 1962 à Barcelone, est un avocat, un dirigeant sportif et un ancien homme politique espagnol. Il préside le FC Barcelone entre 2003 et 2010, puis de nouveau à partir du 7 mars 2021.

## Biographie
Avocat de formation, il est élu président du FC Barcelone le 15 juin 2003 avec 52,6 % des votes. Il est réélu en 2006. Sa présidence prend fin le 30 juin 2010 car les statuts du club l'empêchent de briguer un troisième mandat. Sous sa présidence, le club remporte de nombreux titres, dont deux Ligues des champions, quatre championnats d'Espagne et une Coupe du monde des clubs. En parallèle, Laporta développe largement les recettes du club et résout en partie ses problèmes économiques.
Ses opinions politiques indépendantistes sont néanmoins critiquées par une partie des supporteurs du FC Barcelone[réf. nécessaire]. Joan Laporta s'est officiellement lancé dans la politique le 1er mars 2010 en ouvrant un site afin d'y exposer ses idées et son programme. Le 28 novembre 2010, Joan Laporta est élu député du Parlement de Catalogne. Entre 2011 et 2015, il est également conseiller municipal de Barcelone.
En juillet 2015, il se présente à la présidence du FC Barcelone pour la troisième fois, mais il est battu par Josep Maria Bartomeu.
Le 7 mars 2021, Joan Laporta est élu président du FC Barcelone pour la troisième fois après s'être présenté pour la quatrième fois.

## Carrière politique
En 1996, Laporta prend part à la création d'un éphémère parti politique indépendantiste, le Parti pour l'indépendance, issu d'une scission de la Gauche républicaine de Catalogne (ERC).
Il déclare : « Je n'ai jamais fait mystère, quand je suis arrivé au club, de vouloir lui rendre sa catalanité ». L'un de ses premiers gestes est de retirer le drapeau espagnol de la Masia, le centre de formation du Barça. Lors de sa première rencontre avec les groupes de supporteurs, il ne s'exprime qu'en catalan. Dans la foulée, il est fortement recommandé aux nouvelles recrues d'apprendre cette langue.
Le 20 juillet 2010, il crée un parti politique indépendantiste de gauche, Démocratie catalane, qui s'intègre dans la coalition Solidarité catalane pour l'indépendance et se porte candidat en tête de liste pour les élections au Parlement de Catalogne de 2010. Son parti recueille 3,3 % des voix et 4 sièges, dont un remporté par Joan Laporta,.
Son objectif suivant est la mairie de Barcelone. Lors des élections municipales de 2011, il est élu conseiller municipal sur la liste « Unité pour Barcelone » regroupant Démocratie catalane, ERC et Reagrupament. Il quitte la vie politique en 2015, à la fin de son mandat.

## Parcours au FC Barcelone

### L'Elefant Blau
Joan Laporta apparaît dans l’histoire du FC Barcelone en 1998 lorsqu’il devient porte-parole  du groupe d’opposition « Elefant Blau » qui lance une motion de censure contre le président Josep Lluís Núñez. Parmi ses alliés de l’époque figurent Johan Cruijff et aussi Lluis Bassat (publicitaire barcelonais).
L’année 2000 est marquée par la démission de Josep Lluís Núñez et donc, par l’organisation de nouvelles élections. Lluis Bassat prend la tête de la liste d’opposition issue de l’Elefant Blau sur laquelle figure Joan Laporta, mais c’est finalement Joan Gaspart, le plus proche vice-président de Núñez, qui est élu. Les socios ont choisi la continuité.

### Premier mandat (2003-2006): la route vers les succès
La gestion catastrophique de Gaspart, tant sur le plan financier avec l’explosion de la dette du club, que sur le plan sportif avec l’absence de titres provoque une série de départs à la tête du club. Début 2003, la situation devient telle que Joan Gaspart doit démissionner et ouvrir la voie à de nouvelles élections.
Durant la campagne électorale, Lluis Bassat fait figure de grand favori, mais son discours est moins radical que 3 ans auparavant. Johan Cruijff refuse de s’impliquer, préférant rester neutre, mais suggère que d’anciens joueurs de la Dream-Team fassent partie des projets des candidats. Aussitôt, Pep Guardiola rejoint la liste de Luis Bassat, et Txiki Begiristain celle de Joan Laporta. Ce dernier garde la même ligne de conduite réformatrice et passe du rôle d’outsider à celui de grand vainqueur. Le résultat fleuve de 52,6 %, et une participation record reflètent la volonté profonde de changement des socios de trois années de gestion catastrophique.
L’équipe de Joan Laporta est composée de jeunes barcelonais fortunés ayant réussi dans les affaires. Sandro Rosell devient le no 2 du club, Ferran Soriano prend en charge les finances, Marc Ingla, le marketing et Txiki Begiristain, le secrétariat technique.
Sur le plan footballistique, l’arrivée de David Beckham, pourtant promise par Laporta durant la campagne est un fiasco, l’Anglais préférant signer au Real Madrid. Les choses commencent donc mal pour la nouvelle équipe, mais Sandro Rosell a gardé un excellent carnet d‘adresses de son passage chez Nike, et c’est finalement Ronaldinho qui rejoint le club en cet été 2003. Sur les conseils de Johan Cruijff, Frank Rijkaard est nommé entraîneur, mais durant les premiers mois, l’équipe se cherche, les résultats sont mauvais, et le Real Madrid a déjà 15 points d’avance.
Début 2004, la direction du club est divisée entre le pro-Rijkaard et les anti-Rijkaard, et les relations avec la frange violente des supporteurs, les « Boixos Nois » sont des plus tendues (menaces de mort, graffitis hostiles sur la maison de Joan Laporta…etc.). Le président choisit de garder la ligne qu’il s’était fixé, il continue sa lutte contre la violence dans le stade, et maintient sa confiance à Frank Rijkaard. Le Néerlandais modifie alors son système de jeu et les résultats changent du tout au tout, l’équipe devient une machine à gagner et le Barça finit le championnat à la deuxième place, derrière Valence, mais devant le Real Madrid.
Fort de son excellente deuxième place, le Barça retrouve la Ligue des champions et vise le titre. Frank Rijkaard maintient un système très offensif, basé sur un pressing très haut, et recrute des joueurs de classe mondiale comme Deco, Samuel Eto'o, Ludovic Giuly ou encore Henrik Larsson. Les résultats sont excellents, et le club remporte son 17e titre de Champion d'Espagne. Seule l'élimination en 8e de finale de la ligue des champions contre Chelsea laisse des regrets.
Dans les coulisses du club pourtant, rien ne va plus. Les relations entre Sandro Rosell (qui a permis les arrivées de Deco et Ronaldinho) et l'entraineur Frank Rijkaard se sont détériorées depuis le début 2004. Le Néerlandais lui reproche ouvertement d'avoir voulu le limoger quand l'équipe fonctionnait mal. Le clan des Rosellistes dénonce en retour la trop grande influence de Johan Cruijff sur Joan Laporta et reproche au président du club de s'approprier de manière trop personnelle les bons résultats du club. Moins d'un mois après ce titre attendu depuis 6 ans, Sandro Rosell claque la porte, et la popularité de Joan Laporta est au plus bas.
L'été 2005 est très calme, l'effectif reste pratiquement inchangé avec les seules arrivées de Mark van Bommel et de Santi Ezquerro. Mais dès le début de championnat, l'équipe enchaine des résultats moyens. Suivant un vieil addage de Johan Cruijff : il ne faut pas hésiter à toucher aux vaches sacrées..., Frank Rijkaard écarte Ronaldinho et Deco, les stars de l'équipe. L'effet est immédiat, ce coup de gueule redonne la hargne aux deux vedettes vexées qui relancent le Barça et donnent au club sa 18e Liga. En Ligue des champions, le Barça prend sa revanche sur Chelsea et remporte une victoire historique 2-1 (buts d'Eto'o et de Belletti) contre Arsenal, le 17 mai 2006 à Paris.
La popularité de Joan Laporta, déjà sérieusement entamée par sa rupture avec Sandro Rosell, va encore prendre un coup avec l'épisode Alejandro Echevarria. Le charismatique président du Barça nomme au début de la saison 2005 son beau-frère à un poste de direction du club pour pallier les départs des Rosellistes. Quelques jours plus tard, on apprend (grâce à des documents d'un ancien dirigeant de l'ère Gaspart...) qu'Alejandro Echevarria est un membre de la Fundación Francisco Franco. Malgré les preuves, Joan Laporta refuse l'évidence et soutient coûte que coûte son beau-frère jusqu'à la démission de ce dernier le 20 octobre 2005.
À partir de cet épisode, la stratégie de Joan Laporta change, il cesse d'être ultra présent dans les médias et se mure dans un silence institutionnel. Le fait d'être constamment sur le devant de la scène a fait naître des rancœurs au sein de l'équipe dirigeante et la scission des Rosellistes. De même, les socios ne laissent pas leur président nommer n'importe qui à des postes clefs de l'organigramme du club catalan.
Pour clore cette saison, Sandro Rosell publie en avril 2006 un livre intitulé "Bienvenue dans le monde réel" dans lequel il tire à boulets rouges sur le président du Barça, son ex-compagnon de route. Il fustige entre autres, le manque de courage de Joan Laporta, sa soumission à Johan Cruijff, et l'incompétence des gens dont il s'entoure, au premier rang desquels le directeur sportif Txiki Begiristain.
Mais l'affaire de l'été 2006 au Barça reste le problème de l'organisation des élections : en 2003, l'équipe de Joan Laporta a pris officiellement ses fonctions pour 4 saisons le 22 juin. Or, la date de clôture de la saison 2002/2003 était au 30 juin. Certains opposants considèrent donc que le mandat de l'équipe dirigeante a commencé lors de la saison 2002/2003, et donc que les élections doivent se dérouler au terme de la saison 2006. Après une série de débats et d'interprétations contradictoires des statuts du club, le 19 juillet 2006, le Tribunal Catalan des Sports donne raison aux opposants et exige que la direction convoque immédiatement des élections. Plus grave, ces 9 petits jours ont failli rendre inéligible l'actuel président pour non-respect des statuts du club !
Le 26 juillet, la direction du club démissionne pour laisser la place à une commission de gestion chargée d'organiser les nouvelles élections.

### Début du deuxième mandat (2006-2008): la dissolution des champions
La commission de gestion présidée par Xavier Sala i Martín a fixé la date des élections au 3 septembre 2006. Mais une fois le doute sur l'inéligibilité de Joan Laporta et son équipe levé par le Tribunal Catalan des Sports, les prétendants habituels ne se bousculent pas au portillon... personne n'imagine gagner face au président qui a redressé le club en aussi peu de temps. Sandro Rosell (l'opposant le plus crédible qui a permis les recrues de Ronaldinho et Deco du temps de leur entente) préfère s'abstenir et souffler le nom de Josep Maria Bartomeu (un des membres démissionnaires de 2005). Luis Bassat, de son côté, pense qu'il est logique que Laporta reste à la tête du club... Finalement, aucun poids lourd du milieu barceloniste n'est en lice, et des cinq précandidats seul Joan Laporta réussi à récolter les 1 804 signatures de socios nécessaire à l'officialisation de la candidature (il approcha même les 9 000 signatures contre 1 600 à son plus sérieux rival...). Le 22 août 2006 l'ex-président se retrouve seul candidat et est proclamé nouveau président du FC Barcelone.
Contrairement à la saison précédente, le club se montre actif sur le marché des transferts avec les signatures d'Eidur Smári Guðjohnsen, de Lilian Thuram et de Gianluca Zambrotta, et le départ de quelques joueurs dont Henrik Larsson, Gabri et le jeune Damià. L'équipe ne parvient pas à maintenir le niveau de la saison passée et perd le championnat lors de la dernière journée.
Malgré les venues de Yaya Touré, Gabriel Milito, Thierry Henry et Éric Abidal, le Barça réalise sa deuxième saison blanche d'affilée. Contesté pour sa gestion des transferts, pour son laxisme à l'égard de l'équipe et de l'entraîneur Frank Rijkaard, voire pour sa médiatisation jugée excessive ou pour ses prises de position politiques, il suscite contre lui la convocation d'une motion de censure parmi les socios le 6 juillet 2008. 60,60 % des votants se prononcent contre lui. Le quota nécessaire à sa démission (deux tiers des votants) n'est pas atteint, mais, à la suite de la contestation dont il est l'objet au sein de son équipe et à la démission de plusieurs membres de cette équipe (dont Ferran Soriano et Marc Ingla), il annonce qu'il mettra son mandat en jeu en septembre devant l'assemblée des socios compromissaires.

### Fin du deuxième mandat (2008-2010): retour au sommet
Joan Laporta évince Frank Rijkaard et nomme Pep Guardiola au poste d'entraîneur en mai 2008. Le latéral droit brésilien Daniel Alves et l'arrière Gerard Piqué sont les principales recrues de l'été 2008, tandis que Ronaldinho et Deco quittent le club. L'arrivée de Guardiola marque le début d'une nouvelle ère de succès qui verra le Barça remporter en mai 2009 la Ligue des champions, le championnat d'Espagne et la Coupe du Roi avec un effectif essentiellement composé de joueurs formés au club, ce qui donne encore plus d'éclat à ces trophées. Un triplé historique qui fait remonter en flèche la popularité de Joan Laporta.
L'été 2009 est marqué par le départ de Samuel Eto'o et l'arrivée de Zlatan Ibrahimović. Le Suédois représente à l'époque le plus gros transfert de l'histoire du Barça. La saison débute de la meilleure manière avec deux nouveaux titres : les Supercoupes d'Espagne et d'Europe. Auxquelles vient s'ajouter le 19 décembre 2009 la Coupe du monde des clubs que le FC Barcelone remporte pour la première fois, complétant ainsi un sextuplé inédit dans l'histoire du football. Peu de jours après cette victoire, deux membres de l'équipe de Laporta (Alfons Godall et Jaume Ferrer) annoncent qu'ils se présenteront chacun de leur côté aux élections qui désigneront le nouveau président du Barça le 13 juin 2010. Les statuts du club empêchent Joan Laporta de briguer un troisième mandat consécutif, toutefois il aura le droit de se présenter aux élections dans le futur. Son candidat préféré est Jaume Ferrer. Cependant, d'après les sondages, Sandro Rosell, qui avait quitté l'équipe de Laporta en 2005 en claquant la porte, est le favori de ces élections mais il pourrait être battu par la triple alliance d'Alfons Godall, Marc Ingla et Ferran Soriano (ex-vice-président économique du club et actuel président de Spanair). Le 13 juin 2010, Sandro Rosell remporte les élections avec un grand écart confirmant ainsi les sondages.
Joan Laporta, pour sa part, se dirige vers une carrière politique. Le 1er mars 2010 il lance un site sur internet (www.laporta2010.cat) afin d'y exposer ses idées politiques. Le 21 mars, Laporta annonce son intention de s'allier au parti Reagrupament de Joan Carretero.
Le 26 mars 2010, les dirigeants du FC Barcelone, à l'initiative de Joan Laporta, ont nommé Johan Cruijff président d'honneur du club. Cette décision pourrait être remise en cause par le nouveau président du club Sandro Rosell qui souhaite la soumettre à un référendum.
Joan Laporta a publié le 28 mars 2010 Un Somni per als meus fills ("Un rêve pour mes enfants"), livre dans lequel il expose ses réflexions sur la Catalogne et le FC Barcelone.
Le 16 mai 2010, à l'occasion de son dernier match en tant que président, Joan Laporta voit le FC Barcelone remporter un nouveau titre de champion d'Espagne au Camp Nou lors de la dernière journée du championnat. Il s'agit du quatrième sacre national en sept ans de présidence. Le 19 mai 2010, Joan Laporta a réussi à faire signer l'attaquant David Villa. Il a également comme objectif de faire revenir Cesc Fàbregas au club avant de quitter la présidence le 30 juin 2010.
Le 1er juillet 2010, il cède la présidence du club à Sandro Rosell.

### Élections 2015
En juin 2013, Joan Laporta affirme sa volonté de revenir à la présidence du Barça en se présentant aux élections anticipées de l'été 2015. En octobre 2014, il réaffirme sa volonté de se présenter aux prochaines élections du club.
Le 16 juin 2015, il officialise sa candidature pour l'élection présidentielle du 18 juillet 2015 où il affronte le président sortant Josep Maria Bartomeu. Éric Abidal serait le directeur sportif du Barça en cas de victoire de Laporta.
Le 18 juillet 2015, il est battu par Josep Maria Bartomeu qui recueille 54 % des voix tandis que Laporta se contente de 33 %.

### Élections 2021
Laporta se présente également aux élections 2021. Il affronte Victor Font et Toni Freixa. Les élections ont lieu le 7 mars 2021.
Laporta est élu le 7 mars 2021 avec 55 % des votes.

### Corruption
Il est cité en 2017 dans l'affaire des Paradise Papers (évasion fiscale).

### Palmarès sous la présidence Laporta
Le FC Barcelone a remporté 59 trophées officiels sous la présidence de Joan Laporta (2003-2010 ; depuis 2021).
Football : 
- 2 Ligues des Champions : 2006 et 2009.
- 6 Championnats d'Espagne : 2005, 2006, 2009, 2010 , 2023 et 2025
- 3 Coupe du Roi : 2009, 2021,2025
- 5 Supercoupes d'Espagne : 2005, 2006, 2009,2023 et 2025
- 1 Supercoupe d'Europe : 2009
- 1 Coupe du monde des clubs : 2009

Basket-ball : 
- 1 Euroligue : 2010
- 2 Championnats d'Espagne : 2004 et 2009.
- 2 Coupes du Roi : 2007 et 2010
- 2 Supercoupes ACB : 2005 et 2009

Handball : 
- 3 Ligue des champions : 2005, 2021 et 2022.
- 4 Championnat d'Espagne : 2006, 2021, 2022 et 2023.
- 7 Coupes du Roi : 2004, 2007, 2009 et 2010, 2021, 2022 et 2023.
- 4 Coupe ASOBAL : 2009, 2021, 2022 et 2023
- 5 Supercoupe d'Espagne masculine de handball : 2007, 2009, 2021, 2022 et 2023.
- 1 Supercoupe d'Europe masculine de handball : 2004.
- 3 Ligues des Pyrénées : 2005, 2006 et 2007.

Rink hockey :
- 5 Ligues européennes : 2004, 2005, 2007, 2008 et 2010.
- 7 Championnats d'Espagne : 2004, 2005, 2006, 2007, 2008, 2009 et 2010.
- 2 Coupes du Roi : 2005 et 2007.
- 4 Supercoupes d'Espagne : 2005, 2006, 2008 et 2009.
- 4 Coupes Continentales : 2005, 2006, 2007 et 2008.
- 1 Coupe de la Cers : 2006.
- 2 Coupes Intercontinentales : 2006 et 2008.

Hockey sur glace :
- 1 Championnat d'Espagne : 2009
- 1 Coupe d'Espagne : 2009

### Incident judiciaire concernant l'usage du catalan
Le 2 mars 2015, Joan Laporta, ancien président du FC Barcelone, refuse de témoigner en espagnol devant le tribunal de première instance n°25 de Barcelone, où il a été cité comme témoin dans un litige opposant le club à l'entreprise MCM concernant un contrat publicitaire sur la façade de La Masia. Le juge lui demande de s'exprimer en espagnol par courtoisie envers l'avocat des plaignants, Mario Conde, originaire de Galice.
Laporta refuse, déclarant : « Après avoir attendu ici depuis neuf heures du matin, je considère que j'ai pleinement le droit de témoigner en catalan, qui est ma langue propre et celle de mon pays. »
Face à son refus, le magistrat Antonio Morales lui propose de reporter son témoignage à une autre séance avec la présence d'un interprète. Laporta critique le fait qu'aucun interprète n'ait été prévu dès le départ, estimant cela comme un manque de respect.
Cet épisode suscite un débat public sur les droits linguistiques et l'usage du catalan dans les procédures judiciaires.